# Casa Chilenje 394
Casa Chilenje 394, es una casa museo ubicada en Chilenje, Lusaka, Zambia, en la que vivió Kenneth Kaunda desde enero de 1960 hasta diciembre de 1962 y que más tarde se convirtió en el primer presidente de Zambia. Desde esta casa dirigió la lucha por la Independencia de Zambia, que finalmente se logró el 24 de octubre de 1964.

## Historia
La casa, que se terminó de construir alrededor de 1951, estuvo habitada por Kaunda desde el 13 de enero de 1960 hasta el 27 de diciembre de 1962, y durante este tiempo se convirtió en el centro de los esfuerzos de Rhodesia del Norte por independizarse de Gran Bretaña, que Kaunda contribuyó decisivamente a promover. Como miembro del entonces Partido Unido de la Independencia Nacional, coordinó los pasos esenciales en el camino hacia la independencia del estado de Zambia, que culminó con las elecciones de 1962 y el logro final de la independencia el 24 de octubre de 1964. Por ejemplo, la conferencia constitucional de 1960 y la campaña militante iniciada bajo la etiqueta "Cha Cha Cha" tuvieron lugar durante la actividad política de Kaunda en Chilenje.
Inicialmente por iniciativa personal del autor Willie Robert Mwondela, quien mantuvo correspondencia con Kaunda en 1966, la Comisión de Monumentos Nacionales responsable declaró la Casa Chilenje N.º 394 monumento nacional el 18 de octubre de 1968. El sitio fue inaugurado cinco días después por el propio Kaunda y desde entonces ha sido administrado por la Comisión de Conservación del Patrimonio Nacional.
La extraordinaria importancia para la historia reciente de Zambia se refleja en la declaración de excepción como monumento nacional: legalmente, los edificios que se construyeron después de 1924 están excluidos de la designación como tales.

## Monumento nacional
Es una casa residencial sencilla de dos habitaciones con una pequeña sala de estar y una cocina. Se encuentra en un espacioso complejo lleno de árboles gigantes que parecen prosperar en un terreno pedregoso.
Tres casas están incluidas en el monumento protegido y han sido restauradas lo más cerca posible a su condición de 1962 mediante la demolición de las mejoras efectuadas desde esa fecha. La casa No. 394 ha sido restaurada a su esquema de color original, y muchos de los muebles y efectos personales utilizados por la familia Kenneth Kaunda en ese momento han sido ubicados en sus posiciones originales. La Casa No. 395 contiene exhibiciones que ilustran la historia y el crecimiento de Lusaka desde los primeros tiempos y el desarrollo político de Zambia . La casa número 393 es la residencia del cuidador.
El monumento está abierto al público todos los días, excepto los lunes por la tarde y los martes, de 10 a 13 h y de 14 a 17 h.
También hay un Land Rover en las instalaciones , que originalmente perteneció a la Sociedad Unida de Literatura Cristiana (USCL). Merfyn M. Temple cedió el vehículo todoterreno adquirido en Gran Bretaña a finales de la década de 1950 al Partido Unido de la Independencia Nacional, que se había fundado dos años antes. Su presidente, Kenneth Kaunda, utilizó el vehículo durante sus numerosos viajes a reuniones y mítines en el curso de su trabajo político hasta 1962.